# Toromys grandis
Toromys grandis — вид гризунів родини щетинцевих, який мешкає в центральній Амазонії Бразилії. Зустрічається на обох берегах Амазонки, мабуть обмежується затоплюваними лісами. На основі генетичного аналізу цей вид був виділений із роду Makalata у окремий рід Toromys у 2005 році, хоча його морфологія теж відрізняється від представників роду Makalata. Toromys grandis — відомий в Бразилії під назвою порт. Toró preto — «чорний Торо».

## Етимологія
Toro — місцева назва гризуна, яка є звуконаслідуванням вокалізації цих щурів, а лат. mys — «щур».

## Морфологія
Морфометрія. Довжина голови й тіла: 275–354 мм, довжина хвоста: 244–361 мм, довжина задньої стопи: 40–65 мм, довжина вуха: 15–25 мм.
Опис. Цього гризуна можна розрізнити по золотистій і чорній верхній частині тіла, чорнуватій голові, посипаній золотом чорному хвосту; тіло вкрите м'якими колючками. Хвіст повністю вкритий волосками (лусок не видно), без пучка волосся на кінці. Голова темніша ніж тіло. Вусові вібриси товсті й довгі, повністю чорні, сягаючи або виходячи за рамки вух. Область підборіддя та шиї світліша ніж щоки та верх голови зі змінною кількістю солом'яно-жовтого. Вуха округлі, волосся на них чорне, зовнішня поверхня вух злегка волохата, з коротким чорним волоссям; внутрішня поверхню вух злегка волохата, з більш довгим чорним волоссям на зовнішньому кордоні вух. Спинний і бічний покрив тіла складається в значній мірі з вузьких, м'яких колючок, загальне забарвлення яких від чорного посипаного золотом до золота посипаного чорним; середина спини трохи темніша. Колір волосся від повністю чорного до чорного кольору з золотими передкінцевими смугами; кількість чорного і золота різниться індивідуально щодо кількості одномірно чорного волосся і чорного волосся з передкінцевою смугою золота і шириною золотої смуги, бічні частини тіла схожі на спину, але трохи світліші. Колір лап і ступнів варіює від чорного або темно-коричневого із вкрапленнями золотого до того, щоб бути посипаними чорним і золотим; два типи волосся тут присутні: рівномірно чорне волосся і чорне волосся з передкінцевими смугами золота. Черево від золотисто-жовтуватого до солом'яно-жовтого; волосся двоколірне, світло-коричневе біля основи і від жовтого до золотого у кінці. Колір спини продовжується на 1/6 частину хвоста, де волосся довше, ніж в решті хвоста; решта 5/6 хвоста вкрита порівняно коротшим, чорним, як смола, волоссям.

## Загрози та охорона
Зазнає впливу знелісення, щоправда на цих затоплюваних ділянках воно не грає важливу роль. Не зареєстрований на охоронних територіях.